# Mutantes Ao Vivo
Mutantes Ao Vivo es el primer álbum en vivo de la banda brasileña Os Mutantes, grabado en el Museo de Arte Moderno de Río de Janeiro en el año 1976.
En el año 2000, el álbum fue remasterizado y relanzado en CD.

## Canciones
| N.º | Título                    | Escritor(es)                  | Duración |  |
| 1.  | «Anjos do Sul»            | Sérgio Dias                   | 2:39     |  |
| 2.  | «Benvindos" "Mistérios»   | Sérgio Dias                   | 4:15     |  |
| 3.  | «Trem" "Dança dos Ventos» | Paulo de Castro Mutantes      | 3:30     |  |
| 4.  | «Sagitarius»              | Sérgio Dias                   | 5:35     |  |
| 5.  | «Esquizofrenia»           | Sérgio Dias                   | 2:55     |  |
| 6.  | «Río de Janeiro»          | Paulo de Castro / Rui Motta   | 3:38     |  |
| 7.  | «Loucura Pouca É Bobagem» | Luciano Alves / Sérgio Dias   | 4:20     |  |
| 8.  | «Hey Tu»                  | Paulo de Castro / Sérgio Dias | 2:55     |  |
| 9.  | «Rock 'n' Roll City»      | Ségio Dias                    | 6:30     |  |
| 10. | «Tudo Explodindo»         | Paulo de Castro / Rui Motta   | 4:12     |  |
| 11. | «Grand Finale»            | Luciano Alves / Sérgio Dias   | 2:05     |  |
| 12. | «Anjos do Sul»            | Sérgio Dias                   | 1:50     |  |

## Músicos
- Sérgio Dias: guitarras y voz.
- Luciano Alves: teclados y voz.
- Paul de Castro: en los créditos como Paulo de Castro, tocando el bajo, violín y coros.
- Rui Motta: batería, percusión y coros.